# داچیا ۱۳۲۵
داچیا ۱۳۲۵ (Dacia ۱۳۲۵) خودرویی است که در سال‌های ۱۹۹۱—۱۹۹۶در رومانی تولید شده‌است.
این خودرو در کلاس خودرو کامپکت قرار گرفته و طراحی آن خودروهای موتور جلو-محور جلو بوده است. سیستم جعبه‌دندهٔ آن ۵ دنده به صورت دستی است.